# 23690 Jiangwenhan
23690 Jiangwenhan è un asteroide della fascia principale avente un diametro di 7,288 km. Scoperto nel 1997, presenta un'orbita caratterizzata da un semiasse maggiore pari a 2,5451806 au e da un'eccentricità di 0,0161964, inclinata di 14,07528° rispetto all'eclittica. Ha un periodo di rotazione di poco inferiore alle 3 ore.
L'asteroide è dedicato allo scienziato cinese Jiang Wenhan.